# Selenia corearia
Selenia corearia là một loài bướm đêm trong họ Geometridae.